# Alma Sabatini
Alma Sabatini (Roma, 6 settembre 1922 – Roma, 12 aprile 1988) è stata una linguista e attivista italiana, impegnata in numerose battaglie femministe e per i diritti civili. Di lei si ricorda il suo grande impegno per la depenalizzazione dell'aborto e per l'approvazione di una legge contro la violenza sessuale. Divenne membro della Commissione Nazionale di Parità tra uomo e donna e in tale veste pubblicò la sua opera più famosa, Il sessismo nella lingua italiana.

## Biografia
Nacque a Roma da una famiglia agiata, perse il padre all'età di 7 anni. Si laureò in Lettere moderne presso la Sapienza - Università di Roma nel 1945 e, attraverso alcune borse di studio negli Stati Uniti d'America e a Liverpool, perfezionò la conoscenza della lingua inglese che insegnò nelle scuole medie e superiori della capitale, prima di ritirarsi nel 1979 e dedicare completamente gli ultimi anni al movimento femminista. Sposò il professore Robert Braun dopo una lunga convivenza. Morì a Roma in un incidente d'auto il 12 aprile 1988 assieme al marito Robert Braun e i funerali laici della coppia vennero celebrati presso la Casa internazionale delle donne, in via della Lungara a Roma.

### Impegno sociale e politico
Attiva nel Partito Radicale dagli anni sessanta, nel 1971 Sabatini fu tra le fondatrici, e prima presidente, del Movimento di Liberazione della Donna (MLD) che si batteva con metodi nonviolenti per la legalizzazione dell'aborto, contro il sessismo e il patriarcato. A metà dello stesso anno, si staccò dal movimento con alcune compagne per organizzare un gruppo di autocoscienza e discutere di sessualità ed esperienze personali. L'8 marzo 1972 durante la manifestazione autorizzata in piazza Campo de' fiori a Roma dopo una carica della polizia Alma fu ferita alla testa e ricoverata al pronto soccorso. Durante una delle riunioni di autocoscienza la giornalista Gabriella Parca propose di fondare una rivista, la futura Effe pubblicata a partire dal 1973, alla quale Alma collaborò per circa un anno.
Nello stesso periodo si avvicinò al Collettivo di lotta femminista di via Pompeo Magno, poi diventato Movimento Femminista Romano, contribuendo alla diffusione di un bollettino informativo mensile e partecipando a iniziative e manifestazioni contro lo sfruttamento delle prostitute e per la legalizzazione dell'aborto; nel 1973, a sostegno di quest'ultima causa adottò la pratica dell'autodenuncia in segno di solidarietà a Gigliola Pierobon, processata per aver abortito. Dall'imputazione di aborto e apologia di reato fu prosciolta nel 1976.
La fitta corrispondenza con femministe statunitensi come Diana Russell, Marcia Keller, Karen DeCrow e Betty Friedan, le diede occasione di viaggiare in diverse città degli Stati Uniti d'America ospite di convegni, seminari e interviste dal 1971 al 1972 come esponente del femminismo italiano.

### Contributi su questioni di genere
Pubblicò numerosi contributi sulle riviste Effe e Quotidiano Donna affrontando tematiche della causa femminista come aborto, maternità, sessualità, pari opportunità, prostituzione e matrimonio.
Il suo nome rimane legato principalmente ad uno studio sul sessismo nella lingua italiana, Raccomandazioni per un uso non sessista della lingua italiana.
Nel 1986, per conto della Commissione Nazionale per la parità e le pari opportunità tra donna e uomo, istituita presso la Presidenza del Consiglio dei ministri, curò la pubblicazione Il sessismo nella lingua italiana, linee guida rivolte alle scuole e all'editoria scolastica per proporre l'eliminazione degli stereotipi di genere dal linguaggio.
A seguito di un'indagine sulla terminologia usata nei libri di testo e nei mass media, Sabatini metteva in risalto la prevalenza del genere maschile, usato in italiano anche con doppia valenza (il cosiddetto maschile neutro) che cancella dai discorsi la presenza del soggetto femminile. Sottolineava il mancato uso di termini istituzionali e di potere declinati al femminile (ministra, sindaca, assessora, ecc.) e il prestigio accordato a un termine maschile, ma non al corrispettivo femminile.
"La premessa teorica alla base di questo lavoro è che la lingua non solo riflette la società che la parla, ma ne condiziona e ne limita il pensiero, l'immaginazione e lo sviluppo sociale e culturale" sosteneva Alma Sabatini. Nonostante le critiche ricevute, il suo lavoro aprì un dibattito sulla necessità di innovare la lingua italiana che ha coinvolto recentemente anche l'Accademia della Crusca.

## Opere
- Alma Sabatini, Il sessismo nella lingua italiana (PDF), Marcella Mariani, Edda Billi e Alda Santangelo, Presidenza del Consiglio dei ministri. Dipartimento per l'informazione e l'editoria, 1986. URL consultato l'11 giugno 2015 (archiviato dall'url originale il 14 luglio 2015).